# Integritat de potència

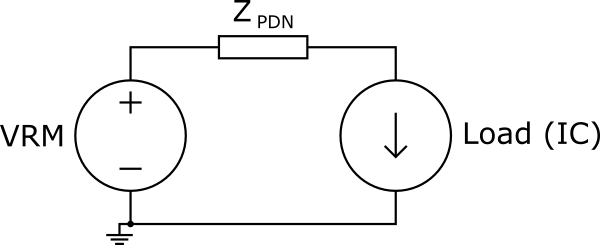
Circuit equivalent per analitzar la integritat de potència (circuit de distribució de potència, amb acrònim anglès PDN).

La integritat de potència o PI és una anàlisi per comprovar si la tensió i el corrent desitjats es compleixen des de la font fins a la destinació. Avui, la integritat de l'energia té un paper important en l'èxit i el fracàs dels nous productes electrònics. Hi ha diversos aspectes acoblats de PI: al xip, a l'encapsulat de xips, a la placa de circuits i al sistema. S'han de resoldre quatre problemes principals per garantir la integritat de l'alimentació a nivell de la placa de circuit imprès:
1. Mantenir l'ondulació de tensió a les connexions dels xips inferior a l'especificació (per exemple, una variació inferior a +/-50 mV al voltant d'1V)
2. Controlar el rebot a terra (també anomenat soroll de commutació síncron, soroll de commutació simultània o sortida de commutació simultània (SSN o SSO))
3. Controlar la interferència electromagnètica i mantenir la compatibilitat electromagnètica: la xarxa de distribució d'energia és generalment el conjunt més gran de conductors de la placa de circuit i, per tant, l'antena més gran (no desitjada) per a l'emissió i recepció de soroll.Circuit de distribució de potència típic entre una font d'alimentació commutada i un dau electrònic.

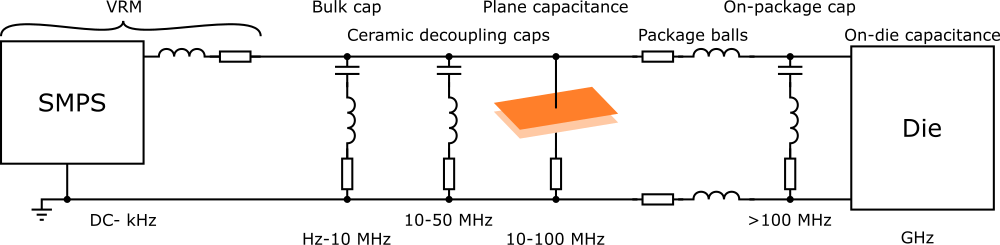
Circuit de distribució de potència típic entre una font d'alimentació commutada i un dau electrònic.

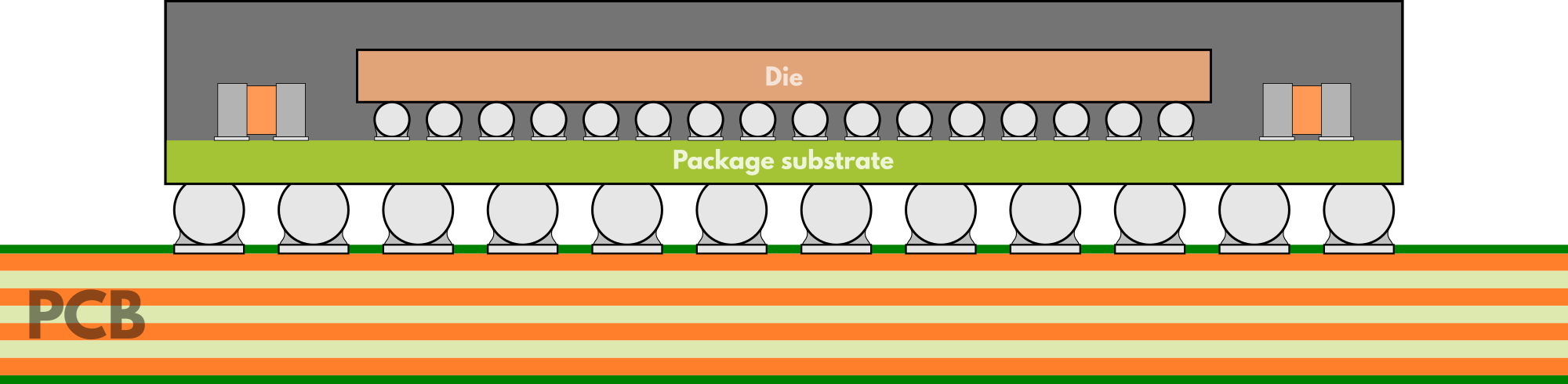
Dibuix de l'encapsulat d'un circuit integrat amb els condensadors de desacoblament incorporats.

4. Dibuix de l'encapsulat d'un circuit integrat amb els condensadors de desacoblament incorporats.Mantenir un nivell adequat de tensió de CC a la càrrega amb corrents elevats. Un processador modern o una matriu de porta programable en camp pot extreure 1-100 amperes a nivells de VDD inferiors a 1 V amb marges de CA i CC en desenes de mil·livolts. Per tant, es pot tolerar molt poca caiguda de tensió de CC a la xarxa de distribució d'energia.

El camí actual des de la font d'alimentació a través del paquet PCB i IC fins a la matriu (consumidor) s'anomena xarxa de distribució d'energia. La seva funció és transferir l'energia a les càrregues amb poca caiguda de tensió de CC i permetre una petita ondulació induïda pel corrent dinàmic a la càrrerga (corrent de commutació). La caiguda de CC es produeix si hi ha massa resistència a les pistes o traces de potència que van des del VRM (mòdul regulador de tensió) fins a ls càrrega. Això es pot contrarestar augmentant la tensió del VRM o ampliant el punt de "sensació" del VRM a la càrrega.
Normalment s'utilitza algun tipus de simulació quan es dissenya el PDN per assegurar-se que el PDN compleix la impedància objectiu. Això es pot fer mitjançant la simulació SPICE, les eines del venedor de xips, les eines del proveïdor de condensadors o les eines incrustades al programari EDA.